# Kościuszko-upproret

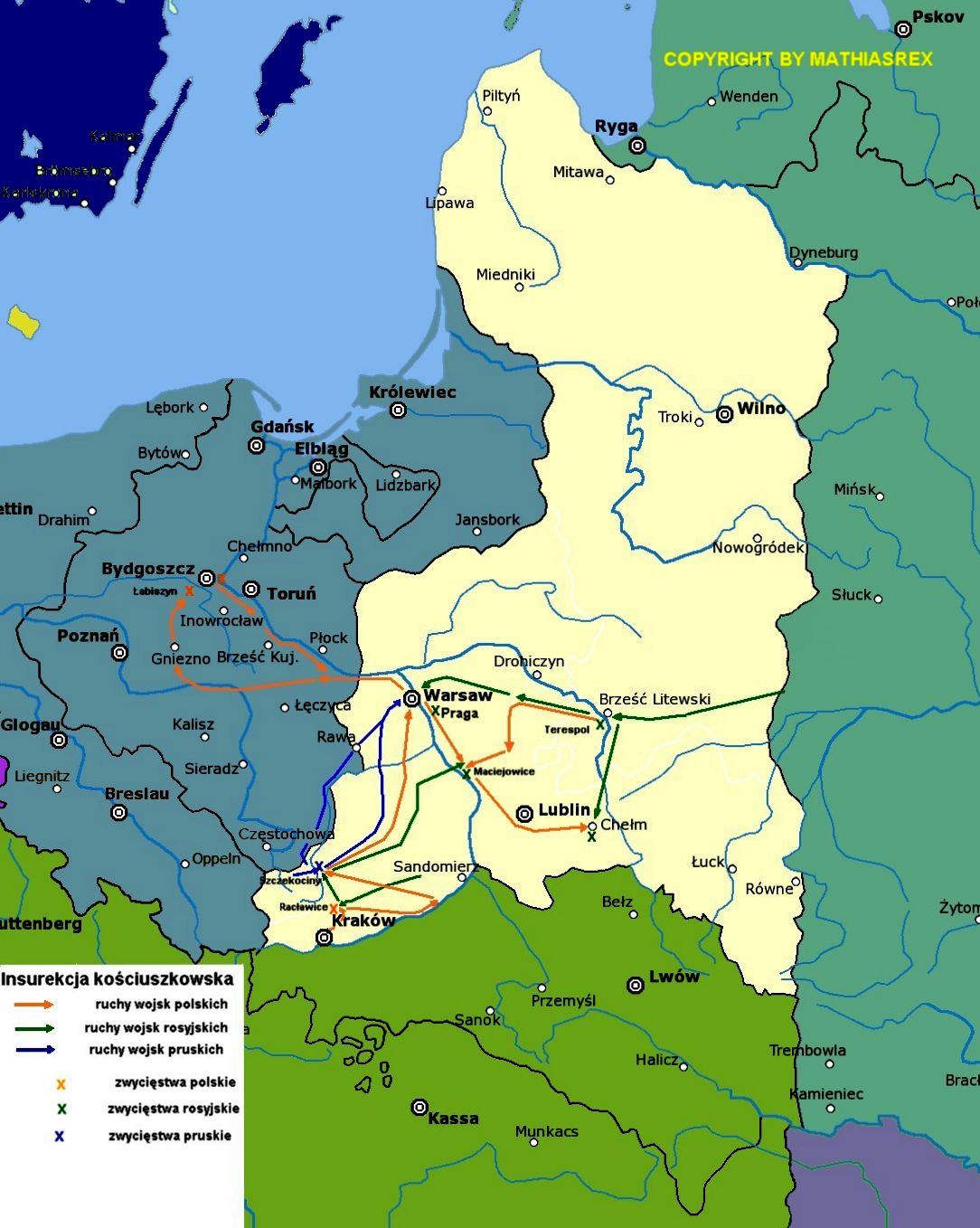

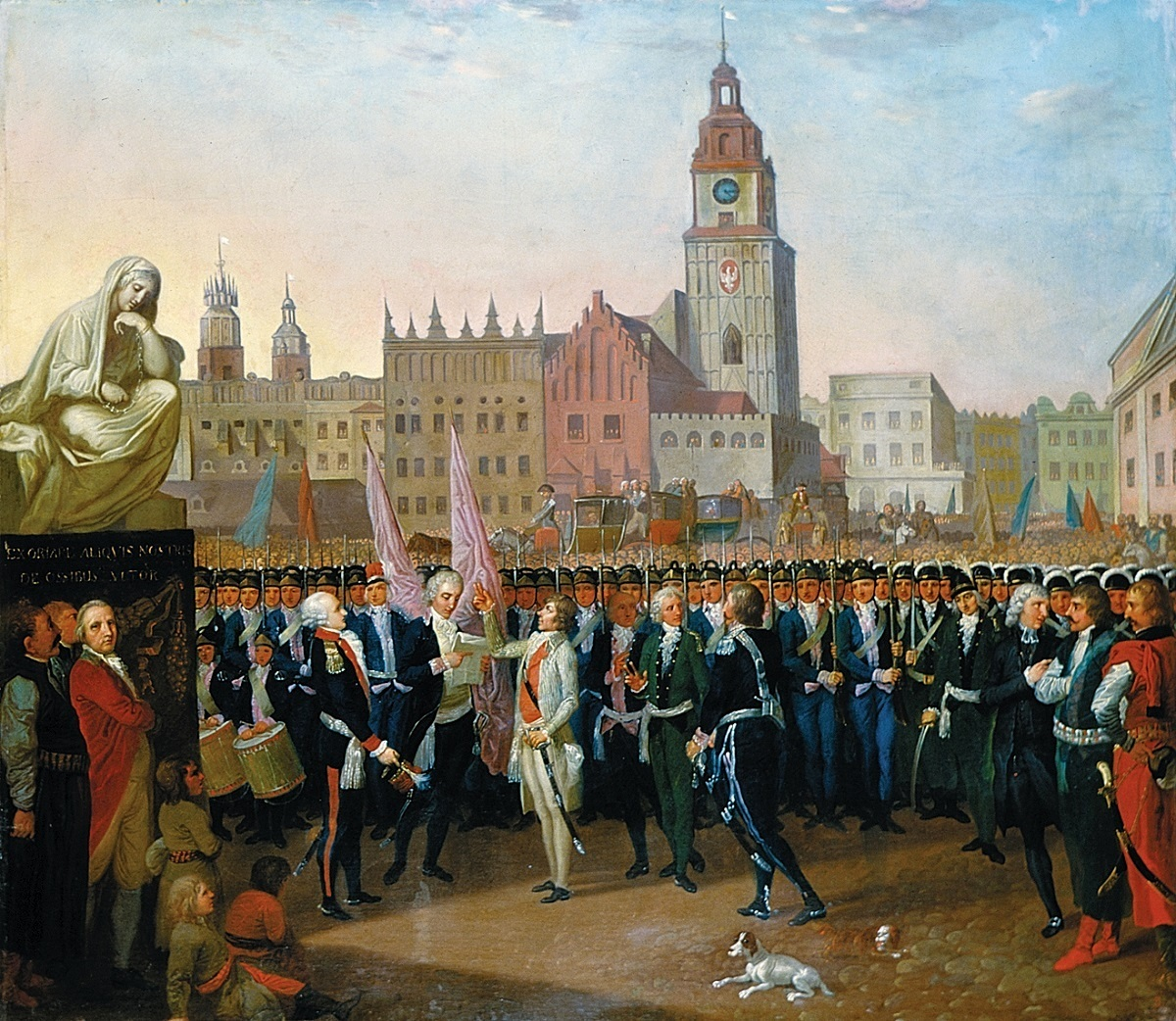
Tadeusz Kościuszko svär eden, 1794

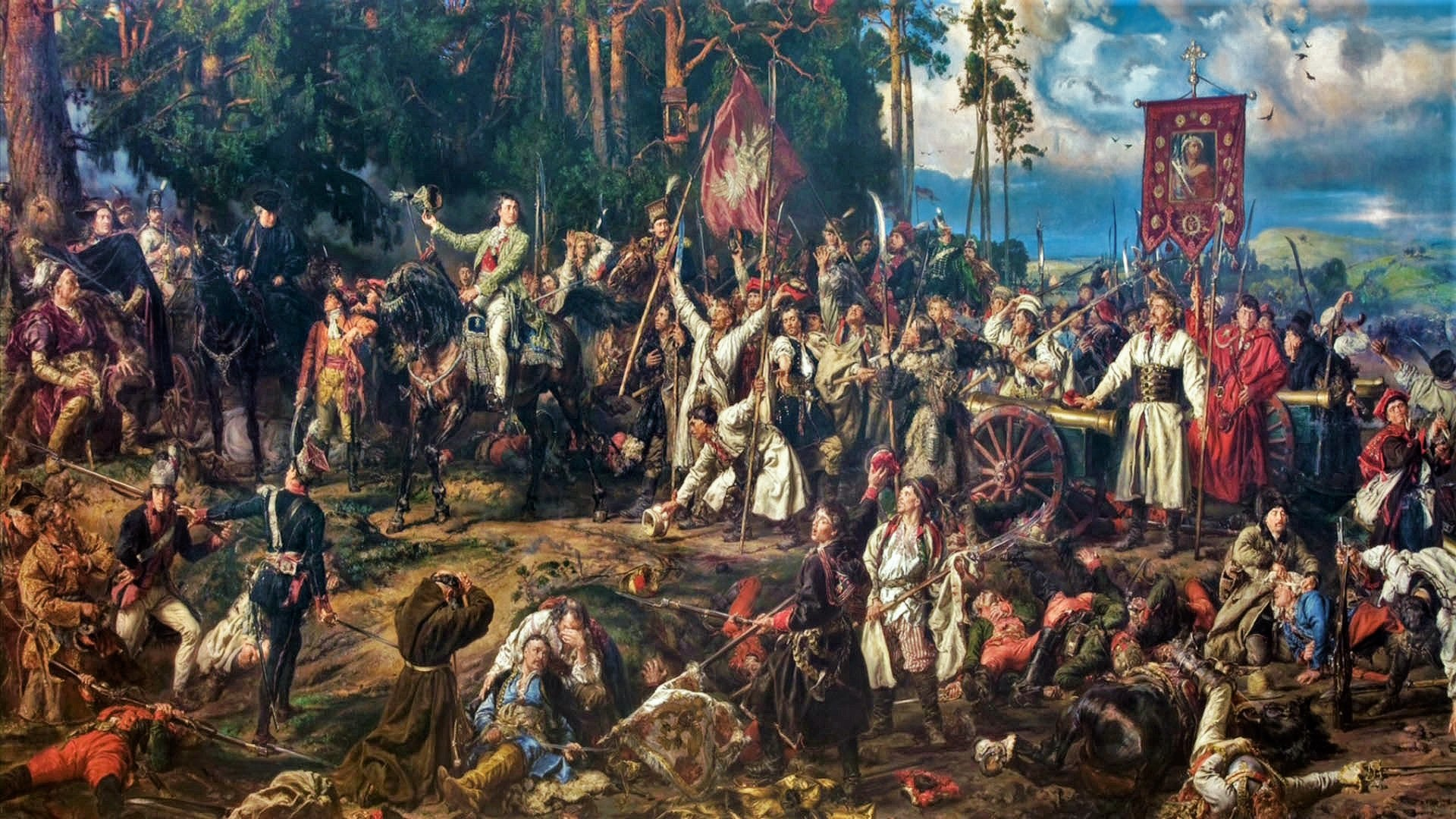
"Slaget vid Raclawice", Jan Matejko, oljemålning 1888, Nationalmuseum i Kraków. 4 april 1794

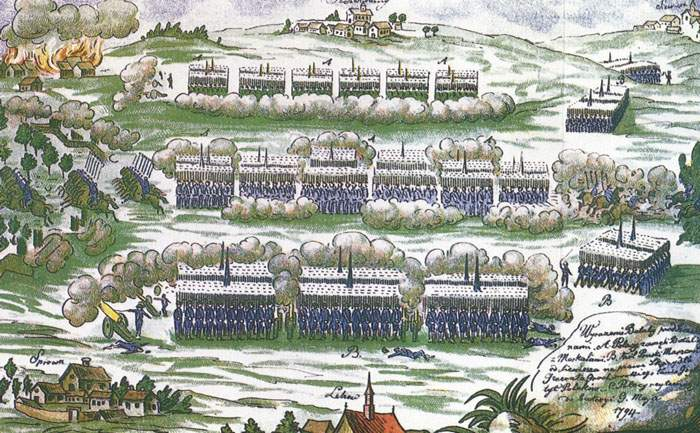
Slaget vid Szczekociny, 1794

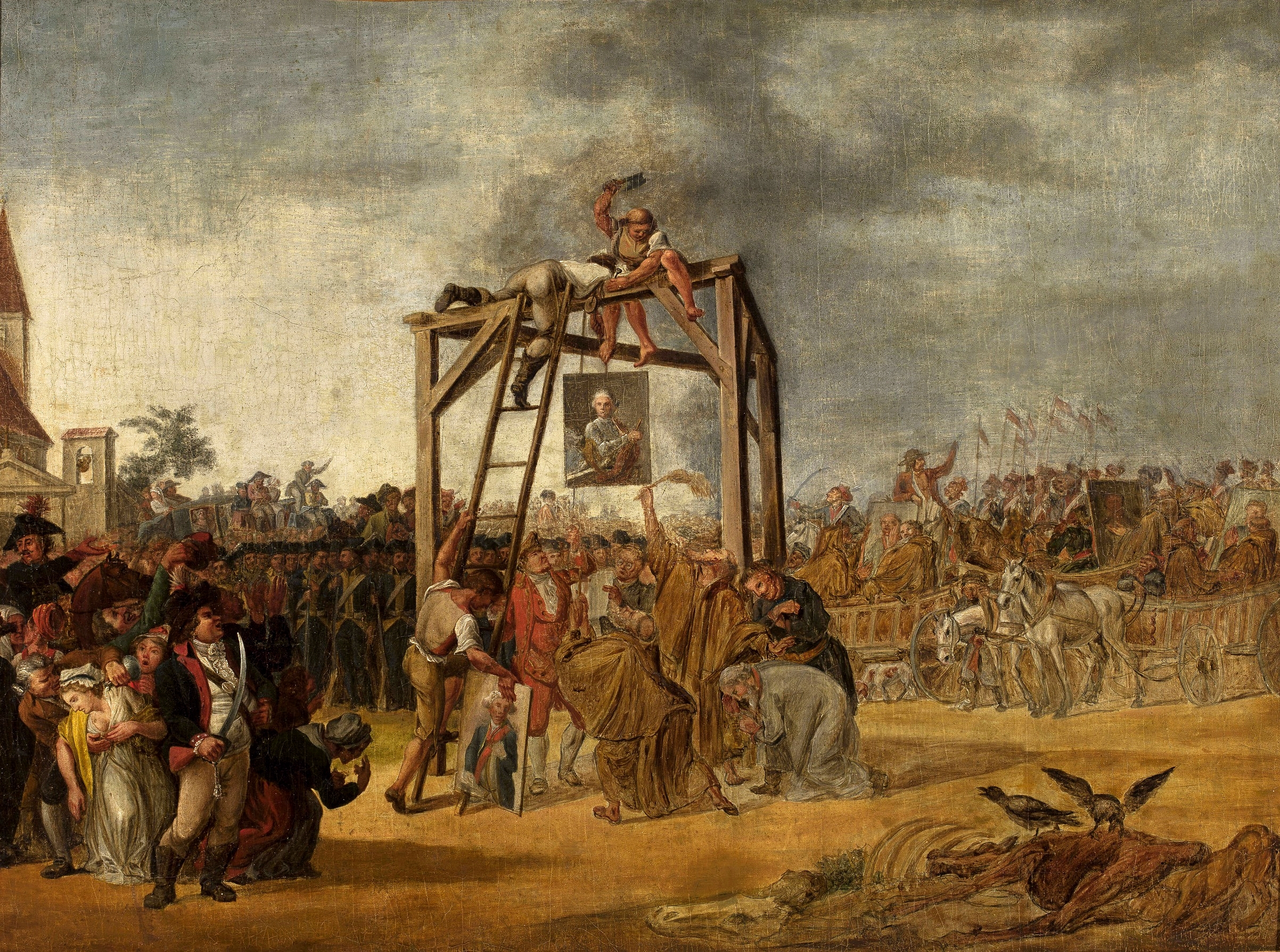
Hängning av förrädare, målat av Jean Pierre Norblin de la Gourdaine

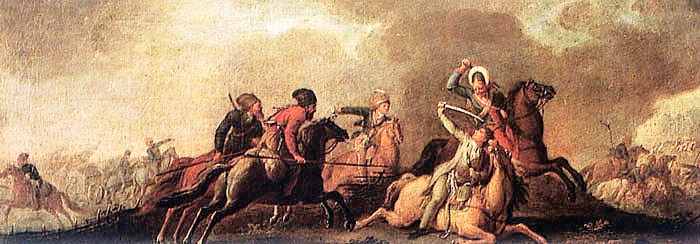
Kościuszko under Slaget vid Maciejowice 1794, målat av Jan Bogumił Plersch (Kościuszko blev skadad och tillfångatagen)

Kościuszko-upproret var ett upprorsförsök lett av Tadeusz Kościuszko i Polen-Litauen 1794. Det var ett misslyckat försök att frigöra Polen-Litauen från det ryska inflytandet efter Polens delning 1793.

## Bakgrund
Polens delning och de efterföljande krigen försvagade de reformistiska krafterna i Polen som stött Maj-konstitutionen. Dock hade det ryska inflytandet försvagats efter Polens andra delning. Adeln hade från början stött Ryssland, eftersom landet sågs som en garant för den gyllene friheten, men efter Polens andra delning sågs de som varit på den segrande, ryssinfluerade sidan i krigen som landsförrädare. Oppositionen växte sig stark, främst bland adeln och borgerskapet. 
För att motarbeta oppositionen beslöt Preussen och Ryssland att demobilisera 50% av den polska armén och integrera de övriga delarna i sina egna arméer. Den 12 mars 1794 beslöt ledaren för en polsk kavalleribrigad med 1 500 man, general Antoni Madaliński, att vägra följa ordern om demobilisering. Detta sporrade till landsomfattande upplopp mot de ryska trupperna i landet. I och med dessa oroligheter beordrades de ryska trupperna i Krakow att lämna staden för att besegra de upproriska polska trupperna. Detta lämnade staden helt försvarslös.

## Upproret
Den 24 mars 1794 utfärdade den polske generalen Tadeusz Kościuszko, veteran från bland annat det amerikanska frihetskriget, den så kallade Kościuszko-proklamationen, där han övertog befälet över alla kvarvarande polska trupper. 
För att stärka det polska försvaret infördes mobilisering där vart femte hushåll i landet skulle utse och utrusta minst en soldat. Man lyckades genom detta tillföra armén ca 10 000 man. Problemet var dock att det rådde stor brist på vapen för att utrusta de nya soldaterna. Resultatet blev att stora delar av de mobiliserade trupperna fick bilda truppformationer med soldater utrustade med lie. 
Oppositionen mot den ryska överheten i landet var trots detta mycket svag. Därför beordrade den ryske tsaren general Fiodor Denisov att med sin armékår angripa Kraków. Den 4 april möttes de båda arméerna nära den lilla byn Racławice i det så kallade slaget vid Racławice. Kościuszkos trupper besegrade där den numerärt större och tekniskt mer avancerade ryska hären. Även om slaget var vunnet och de ryska trupperna på reträtt, var Kościuszkos här för svag för att förfölja och tillintetgöra de kvarvarande ryska trupperna. Slaget i sig hade nästintill obefintlig militärstrategisk betydelse, men nyheten om segern spreds som en löpeld över landet. Detta ledde till att allt flera anslöt sig till upproret, bland andra de stora polska truppansamlingarna vid Lublin och Volhynia, som samlats för att skickas till Ryssland för integration med de ryska styrkorna.
Den 17 april försökte det ryska styret i Warszawa att arrestera misstänkta upprorsmän  och avväpna den svaga polska garnisonenen under general Stanisław Mokronowski. Man försökte överta vapenarsenalerna vid Miodowa,  men dessa åtgärder ledde istället till häftiga upplopp som utmynnade i Warszawaupproret (1794), lett av Jan Kiliński. Upproret stärktes av de misslyckade försök till åtgärder som gjordes av den ryske ambassadören Iosif Igelström. Upproren i Warszawa stärktes även av det stora stöd för upproret som fanns hos civilbefolkningen, som även den aktivt deltog i striderna mot de ryska trupperna i staden.
Efter två dagars strider hade den ryska garnisonen på 6 000 man förlorat mellan 2 000 och 4 000 man och de kvarvarande trupperna drog sig ur staden. Liknande uppror startades runt om i landet, bland annat av Jakub Jasiński i Wilno. 
Den 7 maj 1794 utförde Kościuszko en handling som skulle komma att bli känd som "Połaniec proklamationen". I denna proklamation fanns nya lagar som bland annat till viss del förbjöd livegenskap i landet och garanterade frihet till alla bönder, vilket bland annat innebar statlig hjälp vid konflikter med adeln. Även om stora delar av proklamationens idéer aldrig genomfördes, så ledde den till att stora skaror av bönder anslöt sig till upproret. 
Trots allt reformarbete och en allt större armé var läget ändå kritiskt för upprorsmännen. Den 10 maj slöt preussiska trupper, genom att överskrida den polska gränsen, upp på Rysslands sida i konflikten. Den 6 juni blev Kościuszko av en kombinerad rysk-preussisk armé besegrad i slaget vid Szczekociny och 8 juni besegrades även general Józef Zajączek i slaget vid Chełm. De polska trupperna drog sig då tillbaka mot Warszawa, där fortifikationerna stärktes. Den 16 juni erövrade preussiska trupper Kraków utan strid, men ryska trupper besegrades i ett antal mindre sammandrabbningar nära Warszawa och de förskansade trupperna i staden lyckades fullfölja sitt befästande av staden. Staden belägrades den 22 juli, men detta misslyckades. Istället startade den 20 augusti nya uppror i andra delar av Polen, och de preussiska trupperna tvingades bort från Warszawa. Kort därefter, den 5 september, hävdes belägringen av de kvarvarande ryska trupperna under Ivan Fersen. Trupperna drogs tillbaka mot Pilica-floden.
Även om revolten i nuvarande Litauen krossades av de ryska trupperna (Wilno föll den 12 augusti), hade upproret viss framgång under dessa månader. Bland annat erövrade en polsk armékår, ledd av Jan Henryk Dąbrowski, staden Bydgoszcz (2 oktober) och gick in i Pommern utan större motstånd. General Dąbrowskis lättmanövrerade trupper tvingade den mycket mer svårrörliga preussiska armén i Polen att retirera för att undgå inringning, samtidig som de ryska styrkorna i landet fick förstärkning av en ny armékår under general Aleksandr Suvorov. Denna blev beordrad att sammanstråla med Ivan Fersens trupper nära Warszawa. Efter Krupczyce (17 september) och Terespol (19 september), kunde den nya armén marschera mot den polska huvudstaden.

## Slutet
I ett försök att förhindra de två ryska arméerna att mötas gick Kościuszko på offensiven. Den 10 oktober stod slaget vid Maciejowice. Trots försöket lyckades inte Kościuszkos planer. Båda de ryska arméerna hann ansluta sig till slaget och de kunde stå som segrare. Kościuszko själv sårades och tillfångatogs av ryssarna under slaget och blev därefter skickad till Sankt Petersburg. 
Den nye ledaren för upproret blev Tomasz Wawrzecki. Han kunde dock inte kontrollera de allt fler interna konflikterna i landet och snart stod han endast som ledare för de allt svagare militära truppenheterna. Den politiska makten innehavdes istället av general Józef Zajączek. Denne hade själv stora problem att hålla ordning på de polariserande konflikterna mellan reformister och de konservativa monarkisterna i landet. 
Den 4 september påbörjade den förenade ryska armén ett massivt anfall i slaget vid Praga, en stadsdel i Warszawa. Efter en fyra timmar lång strid bröt de ryska styrkorna med sina 24 000 man igenom det polska försvaret och började plundra staden. Hela stadsdelen blev totalförstörd och ca 20 000 invånare dödades. Denna händelse blev senare känd som massakern i Praga. Wawrzecki drog efter detta tillbaka sina trupper söderut och Warszawa kunde intas av ryssarna den 5 november.
Den 16 november kapitulerade slutligen Wawrzecki nära staden Radoszyce. I och med detta var upproret slut. Polens makt var slutgiltigt bruten och året därefter följde Polens tredje delning där Österrike, Ryssland och Preussen annekterade resterna av det polska riket. Polen upphörde efter detta som nation och fick inte tillbaka sin självständighet förrän efter första världskriget.